# Wheeler Yuta
Paul Gruber (né le 26 octobre 1996 à Philadelphie, Pennsylvanie) est un catcheur (lutteur professionnel) américain. Il travaille actuellement à la All Elite Wrestling, la Ring of Honor et la New Japan Pro Wrestling, sous le nom de Wheeler Yuta. Il est l'actuel champion du monde Trios avec Claudio Castagnoli et PAC.

## Carrière de catcheur

### Ring of Honor (2020–...)
Le 1er avril 2022 à Supercard of Honor, il devient le nouveau champion Pure de la ROH en battant Josh Woods, remporte le titre pour la première fois de sa carrière et son premier titre personnel,.
Le 23 juillet à Death Before Dishonor, il conserve son titre en battant Daniel Garcia. Le 7 septembre à Dynamite, il ne conserve pas sa ceinture, battu par son même adversaire, ce qui met fin à un règne de 159 jours. Après le combat, il serre la main de son opposant.
Le 10 décembre à Final Battle, il redevient champion Pure de la ROH, pour la seconde fois, en prenant sa revanche sur Daniel Garcia.
Le 30 mars 2023 à Supercard of Honor, il ne conserve pas sa ceinture, battu par Katsuyori Shibata, ce qui met fin à un règne de 111 jours.
Le 25 novembre à Rampage, il redevient champion Pure de la ROH, pour la troisième fois, en prenant sa revanche sur le catcheur japonais.
Le 26 juillet 2024 à Death Before Dishonor, il ne conserve pas sa ceinture, battu par Lee Moriarty, ce qui met fin à un règne de 244 jours.

### All Elite Wrestling (2021–...)
Le 14 juillet 2021 à Fyter Fest - Night 1, il fait ses débuts à la All Elite Wrestling, dispute son premier match, mais perd face à Sammy Guevara.
Le 2 avril 2022, il signe officiellement avec la compagnie. Six soirs plus tard à Rampage, il perd face à Jon Moxley. Après le match et avoir obtenu l'adhésion de William Regal, il rejoint officiellement le Blackpool Combat Club. Le 26 juin à Forbidden Door, Shota Umino, Eddie Kingston et lui perdent face à Minoru Suzuki, Chris Jericho et Sammy Guevara dans un 6-Man Tag Team match.
Le 8 mars 2023 à Dynamite, Claudio Castagnoli et Jon Moxley battent Alex Reynolds et John Silver par soumission. Après le combat, ses deux partenaires et lui effectuent un Heel Turn, car ils attaquent leurs deux adversaires et Evil Uno, avant l'arrivée d'"Hangman" Adam Page qui se fait, lui aussi, tabasser.
Le 28 mai à Double or Nothing, le quartet du clan bat l'Elite dans un Anarchy in the Arena match, aidé par le Heel Turn de Konosuke Takeshita qui a attaqué Kenny Omega avec un Shinning Wizard. Le 25 juin à Forbidden Door, le trio du clan (Jon Moxley, Claudio Castagnoli et lui), Konosuke Takeshita et Shota Umino perdent le match revanche face à l'Elite ("Hangman" Adam Page, les Young Bucks), Eddie Kingston et Tomohiro Ishii dans un 10-Man Tag Team match.
Le 27 août à All In, Ortiz, Santana et son clan (Jon Moxley, Claudio Castagnoli et lui) perdent face aux Best Friends (Chuck Taylor, Trent Beretta et Orange Cassidy), Penta El Zero Miedo et Eddie Kingston dans un Stadium Stampede match. Le 3 septembre à All Out, le catcheur suisse et lui battent Eddie Kingston et Katsuyori Shibata.
Le 1er octobre lors du pré-show à WrestleDream, il effectue un Face Turn, mais perd face à Ricky Starks. Le 30 décembre lors du pré-show à Worlds End, il ne remporte pas le titre FTW, battu par HOOK par soumission. 
Le 25 août 2024 à All In, Claudio Castagnoli, PAC et lui deviennent les nouveaux champions du mode Trios en battant The Patriarchy (Christian Cage, Killswitch et "The Prodigy" Nick Wayne), la House of Black (Malakai Black, Brody King et Buddy Matthews) et Bang Bang Gang (Juice Robinson et The Gunns) dans un 4-Way London Ladder match. Treize soirs plus tard à All Out, après la conservation du titre mondial de son mentor Bryan Danielson sur Jack Perry, ses deux partenaires du clan effectuent un Heel Turn, car ils se retournent contre The American Dragon.

### New Japan Pro Wrestling (2022-...)
Le 1er mai 2022, la New Japan Pro Wrestling annonce qu'il participera au Best of the Supers Juniors.

## Palmarès
- All Elite Wrestling
  - 1 fois champion du Monde Trios de la AEW avec Claudio Castagnoli et PAC (actuel)

- Combat Zone Wrestling
  - Dramatic Destination Series (2016)
  - Trifecta (2018)

- Dojo Pro Wrestling
  - 1 fois Dojo Pro White Belt Championship

- NOVA Pro Wrestling
  - Men's Commonwealth Cup (2018)

- Powerbomb.tv
  - 1 fois IWTV Independent Wrestling World Championship

- Ring of Honor
  - 2 fois champion Pure de la ROH

## Récompenses des magazines
- Pro Wrestling Illustrated

| Année | 2020 | 2021 | 2022 | 2023 | 2024 |
| ----- | ---- | ---- | ---- | ---- | ---- |
| Rang  | 386  | 96   | 43   | 63   | 86   |